# Metanonychus setulus
Metanonychus setulus is een hooiwagen uit de familie Paranonychidae.